# 43 مليون سر
43 مليون سر هو فيلم وثائقي عن العنف المنزلي قدمته مؤسسة صناع الذكريات.
الغرض من الفيلم هو:
- ترسيخ الوعي بما تسميه اليونيسيف «تحديات حقوق الإنسان الأكثر انتشارًا في عصرنا» والتي تؤثر على 40 مليون من البالغين و3 ملايين من الأطفال في جميع أنحاء العالم.
- جمع الأموال لمساعدة ضحايا العنف المنزلي.
- إنشاء شبكة شعبية كعامل محفز لتغييرات السياسة العامة.[1]

عرض على الأفراد إمكانية المشاركة في موقع مؤسسة صناع الذكريات.
كان من المقرر نشر الفيلم الوثائقي في نفس الوقت من أكتوبر 2011 مع جلسة الاستماع الأولى للكونغرس عن تأثير العنف المنزلي على الأطفال في واشنطن العاصمة. الغرض من جلسة الاستماع في الكونغرس هو تعريف أعضاء الكونغرس بالطرق التي يؤثر بها العنف المنزلي على نمو الأطفال ومرحلة البلوغ من المنظور العاطفي والاجتماعي والجسدي والمعرفي، وكيف يمكن كسر دورة العنف.

## وصلات خارجية
- 43 Million Secrets
- Richi, subject of the documentary, montage
- Makers of Memories